# ترك برس
ترك برس هو موقع إخباري تركي مستقل ناطق بالعربية، متخصص بالشأن التركي والعلاقات العربية التركية، يرصد الأخبار والأحداث والمقالات التحليلية والأبحاث والدراسات المتعلقة بالشأن التركي، وينشرها للعالم العربي بدقة وموضوعية ويغطي الموقع جميع الأخبار المتعلقة بالشأن التركي اليومي والعلاقات العربية التركية، متضمنًا الأخبار السياسية والاقتصادية والسياحية والرياضية والثقافية والترفيهية، إضافة للأخبار الاقتصادية والثقافية والسياسية

## خدمات الموقع
يقدم ترك برس خدمات لرجال الأعمال والعرب المقيمين بتركيا عن الفرص التجارية والقوانين التركية وكل ما يتعلق بالتجارة والاستثمار وقوانين الإقامة والجنسية وكل ما يهم المواطن العربي عن تركيا، كما يقدم خدمات ومعلومات لرجال السياسة والإعلاميين والمتخصصين بالشأن التركي

## أقسام الموقع
ويخصص ترك برس قسمًا خاصًَّا للمعلومات عن الجامعات التركية وكل ما يهم الطالب العربي في تركيا من قوانين مجلس التعليم العالي وما يتعلق بالمنح الدراسية الحكومية والخاصة، كما يقدم قسمًا خاصًَّا للتعريف بأهم المناطق السياحية والتاريخية في تركيا والسياحة الطبية.
كما أن ترك برس متخصص بنشر الأفلام القصيرة والإنفوغرافيك والملتيميديا التي لها انتشار واسع عبر مواقع التواصل الاجتماعي.
تتابع الموقع شريحة واسعة من النخبة العربية التي تتضمن: الكتاب والمحللين والسياسين والدبلوماسيين وخبراء الاقتصاد ورجال الأعمال والصحافيين والمستثمرين المهتمين بالشأن التركي، إضافة للوزارات والسفارات والبعثات العربية، وهو يصل لأكثر من 40 مليون متابع شهريا عبر الموقع وقنوات التواصل الاجتماعي.